# 佩德羅貝坦庫特

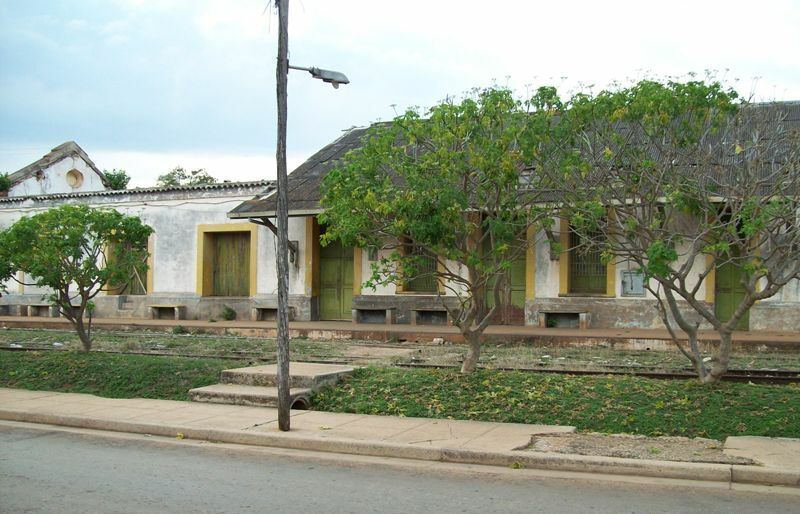

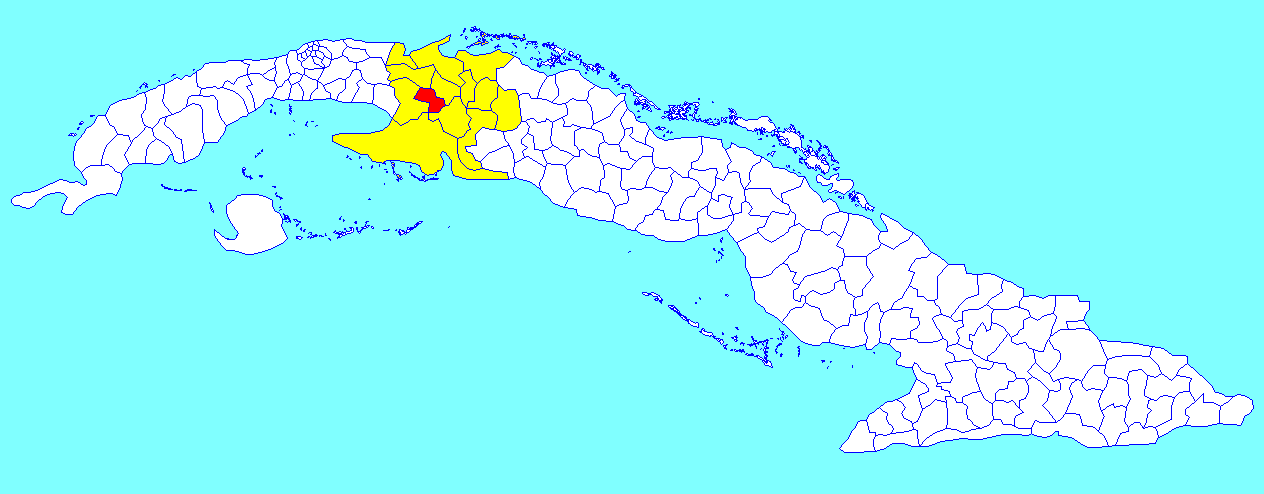

22°43′49″N 81°17′27″W / 22.73028°N 81.29083°W
佩德羅貝坦庫特（西班牙語：Pedro Betancourt），是古巴的城鎮，位於該國西部，由馬坦薩斯省負責管轄，始建於1833年，面積388平方公里，海拔高度25米，根據2004年普查人口總數為32,218人，人口密度每平方公里83.04人。